# Округ Лебанон (Пенсилванија)
Округ Лебанон (енгл. Lebanon County) је округ у америчкој савезној држави Пенсилванија.

## Демографија
По попису из 2010. године број становника је 133.568, што је 13.241 (11,0%) становника више него 2000. године.
| Група             | 2000.           | 2010.           |
| Белци             | 111.034 (92,3%) | 116.010 (86,9%) |
| Афроамериканци    | 1.548 (1,3%)    | 2.885 (2,2%)    |
| Азијати           | 1.067 (0,9%)    | 1.533 (1,1%)    |
| Хиспаноамериканци | 5.969 (5,0%)    | 12.410 (9,3%)   |
| Укупно            | 120.327         | 133.568         |